# Cristen Callow
Cristen Elizabeth Callow (* 27. Mai 1989, verheiratete Cristen Marritt) ist eine britische Badmintonspielerin von der Isle of Man. 

## Karriere
Cristen Callow nahm 2009, 2011 und 2013 an den Island Games teil. 2009 und 2011 gewann sie dabei Bronze, 2013 Gold. 2010 nahm sie an den Commonwealth Games teil, schied dort jedoch in der Vorrunde aus.